# Elnath
Elnath (Beta Tauri / β Tau / 112 Tau) es una estrella situada en la constelación de Tauro. Su nombre, escrito a veces como Al Nath y Alnath, proviene del árabe النطح an-naţħ y significa «el que da cornadas». De magnitud aparente +1.68, es, tras Aldebarán (α Tauri), la segunda estrella más brillante de la constelación. Al encontrarse en el límite entre Taurus —donde ocupa el extremo de uno de los «cuernos del toro»— y Auriga —donde ocupa el «pie derecho del cochero»— también tiene la designación de Bayer de Gamma Aurigae, aunque es utilizada muy raramente. Se encuentra solo 3° al oeste del anticentro galáctico, el punto opuesto al centro de la Vía Láctea situado en la constelación de Sagitario.
A 131 años luz de distancia del sistema solar, Elnath es una gigante azul caliente de 13 600 K de temperatura superficial y tipo espectral B7III. Su luminosidad —incluida la radiación ultravioleta emitida— es setecientas veces mayor que la solar. Su radio es 4.6 veces más grande que el radio solar y tiene una masa 4.5 veces mayor que la del Sol. Como otras estrellas de su clase, Elnath es químicamente peculiar y parece ser una estrella de mercurio-manganeso, grupo de estrellas cuyo arquetipo es Alpheratz (α Andromedae). Así, mientras el contenido de manganeso es veinticinco veces por encima del solar, los contenidos en calcio y magnesio son solo un octavo de los encontrados en el Sol.